# Hassi Cheggar
Hassi Cheggar este o comună din departamentul Sélibabi, Regiunea Guidimakha, Mauritania, cu o populație de 10.938 locuitori.